# Leiria
Leiria je město v regionu Centro v centrální oblasti Portugalska. Je hlavním městem distriktu Leiria. V roce 2011 mělo město Leiria 126 879 obyvatel a plochu 565,09 km². Samotná historická část města má zhruba 60 000 obyvatel.
Leiria je sídlem římskokatolického arcibiskupství Leiria-Fátima a fotbalového klubu UD Leiria. Na stadionu Estádio Dr. Magalhães Pessoa se hrály dva zápasy mistrovství Evropy ve fotbale 2004.
Ve starověku bylo město známo jako Collippo. Současný název pochází ze slova laria, které ve středověké portugalštině označovalo zemědělskou půdu. V roce 1466 zde byla otevřena první tiskárna v Portugalsku. UNESCO Leirii v roce 2019 udělilo označení „Město hudby“.
Ve městě sídlí polytechnický institut. Nedaleko se nachází základna Portugalského letectva Monte Real. Leiria leží na dálnici A1 z Porta do Lisabonu a protéká jí řeka Lis. Na mořském pobřeží západně od města se nachází rekreační oblast Praia do Pedrógão. Významnou památkou je hrad, který v době reconquisty založil Alfons I. Portugalský. Katedrála Neposkvrněného početí Panny Marie byla postavena v druhé polovině 16. století v manuelském stylu. 